# Islamische Eroberung der Levante
Frühe Schlachten
Mu'ta – Tabūk – Dathin – Firaz
Arabische Eroberung der Levante
Qartin – Bosra – Adschnadain – Mardsch ar-Rahit – Fahl – Damaskus – Mardsch ad-Dibadsch – Emesa – Jarmuk – Jerusalem – Hazir – Aleppo
Arabische Eroberung Ägyptens 
Heliopolis – Alexandria – Nikiou
Umayyadische Eroberung Nordafrikas
Sufetula – Vescera – Karthago
Umayyadidische Invasion Anatoliens
 und Konstantinopels
Eiserne Brücke – Germanikeia – 1. Konstantinopel – Sebastopolis – Tyana – 2. Konstantinopel – Nikäa – Akroinon
Arabisch-byzantinischer Grenzkrieg
Kamacha – Kopidnadon – Krasos – Anzen und Amorion – Mauropotamos – Lalakaon – Bathys Ryax
Sizilien und Süditalien
1. Syrakus – 2. Syrakus – Feldzüge des Maniakes
Byzantinischer Gegenschlag
Marasch – Raban – Andrassos – Feldzüge des Nikephoros Phokas – Feldzüge des Johannes Tzimiskes – Orontes – Feldzüge Basileios’ II. – Azaz
Seeoperationen
Phoinix – Muslimische Eroberung Kretas – Thasos – Damiette – Thessalonike – Byzantinische Rückeroberung Kretas
Die islamische Eroberung der Levante fand in der ersten Hälfte des 7. Jahrhunderts im Rahmen der islamischen Expansion statt und bezieht sich auf das Bilad asch-Scham, Levante oder Großsyrien genannte Gebiet. Muslimische Streitkräfte waren schon zu Lebzeiten des islamischen Propheten Mohammed in diese Gegend vorgestoßen, was 629 zur Schlacht von Mu'ta führte. Die eigentliche Eroberung begann jedoch 634 unter den Kalifen Abū Bakr und Umar ibn al-Chattab mit Chālid ibn al-Walīd als wichtigstem Anführer.

## Oströmisches Syrien
Die römische Provinz Syria wurde im Jahre 63 v. Chr. gegründet und war in den sieben Jahrhunderten ihres Bestehens mehrfach von Militäroperationen der Sassaniden betroffen gewesen. Während des letzten der Römisch-Persische Kriege gelang den Persern unter Chosrau II. ab 611 die Eroberung Syriens, Palästinas und Ägyptens, bevor sie dem oströmischen Kaiser Herakleios unterlagen und nach der Schlacht bei Ninive 628 Frieden schließen mussten. Daher waren die Oströmer am Vorabend der islamischen Eroberung mit der Wiedererlangung der vollen Kontrolle über die zurückgewonnenen Gebiete beschäftigt, die in einigen Teilen für rund 20 Jahre ihrer Kontrolle entzogen gewesen waren. Administrativ gliederte sich die Gegend in zwei Einheiten: Die Provinz Syrien erstreckte sich von Antiochia und Aleppo im Norden bis zum Toten Meer. Im Westen und Süden des Toten Meeres lag die Provinz Palaestina, welche die heiligen Stätten der drei Abrahamitischen Religionen beinhaltete. Syrien war teilweise arabisch besiedelt, besonders im östlichen und südlichen Teil. Die Araber lebten seit vor-römischer Zeit auf dem Gebiet; sie hatten im Zuge der Christianisierung des Römischen Reiches im vierten Jahrhundert das Christentum angenommen.
Die Araber Syriens blieben politisch im Abseits, bis der Stammesverband der Ghassaniden aus dem Jemen nach Syrien auswanderte und ein halb-autonomes Reich gründete. Die Ghassaniden wurden respektable königliche Verbündete des Römischen Reiches, ihr König herrschte von der Hauptstadt Bosra über die Araber entlang des Jordan. Der letzte ghassanidische König war Dschabala ibn al-Aiham.
Kaiser Herakleios errichtete nach seiner Rückeroberung Syriens eine Verteidigungslinie von Gaza bis zum Südende des Toten Meeres. Diese Linien waren allerdings nur stark genug, um die Kommunikationswege vor Banditen zu schützen. Der Großteil der oströmischen Truppen war in Nordsyrien konzentriert, um die angestammten Feinde, die Sassaniden, in Schach zu halten. Dieses Verteidigungskonzept ermöglichte es den muslimischen Truppen aus dem Süden, ohne oströmische Gegenwehr bis nach Gaza vorzustoßen. Das 7. Jahrhundert war für Byzanz ein Jahrhundert rapider militärischer Veränderungen. Das Reich stand zwar nicht mehr an der Schwelle des Untergangs wie einige Jahre zuvor, doch gelang es ihm nicht mit einer wirksamen Strategie zu antworten.

## Der Aufstieg des Kalifats
Nach dem Tode des islamischen Propheten Mohammed im Juni 632 wurde Abu Bakr zum Kalifen und politischen Nachfolger in Medina erklärt. Kurz danach revoltierten mehrere arabische Stämme gegen diese neue Herrschaft (die sog. Ridda-Kriege, d. h. Kriege gegen die Apostaten). Nach der Niederschlagung der Aufständischen im März 633 war ganz Arabien der Autorität des Kalifen unterworfen.
Ob Abu Bakr die Eroberung eines Weltreiches plante, ist historisch nicht gesichert; unter seiner Herrschaft wurden gleichwohl die Grundlagen für eines der größten Reiche der Geschichte geschaffen, eingeleitet durch einen Konflikt mit den Sassaniden unter General Chālid ibn al-Walīd.

## Expedition nach Syrien

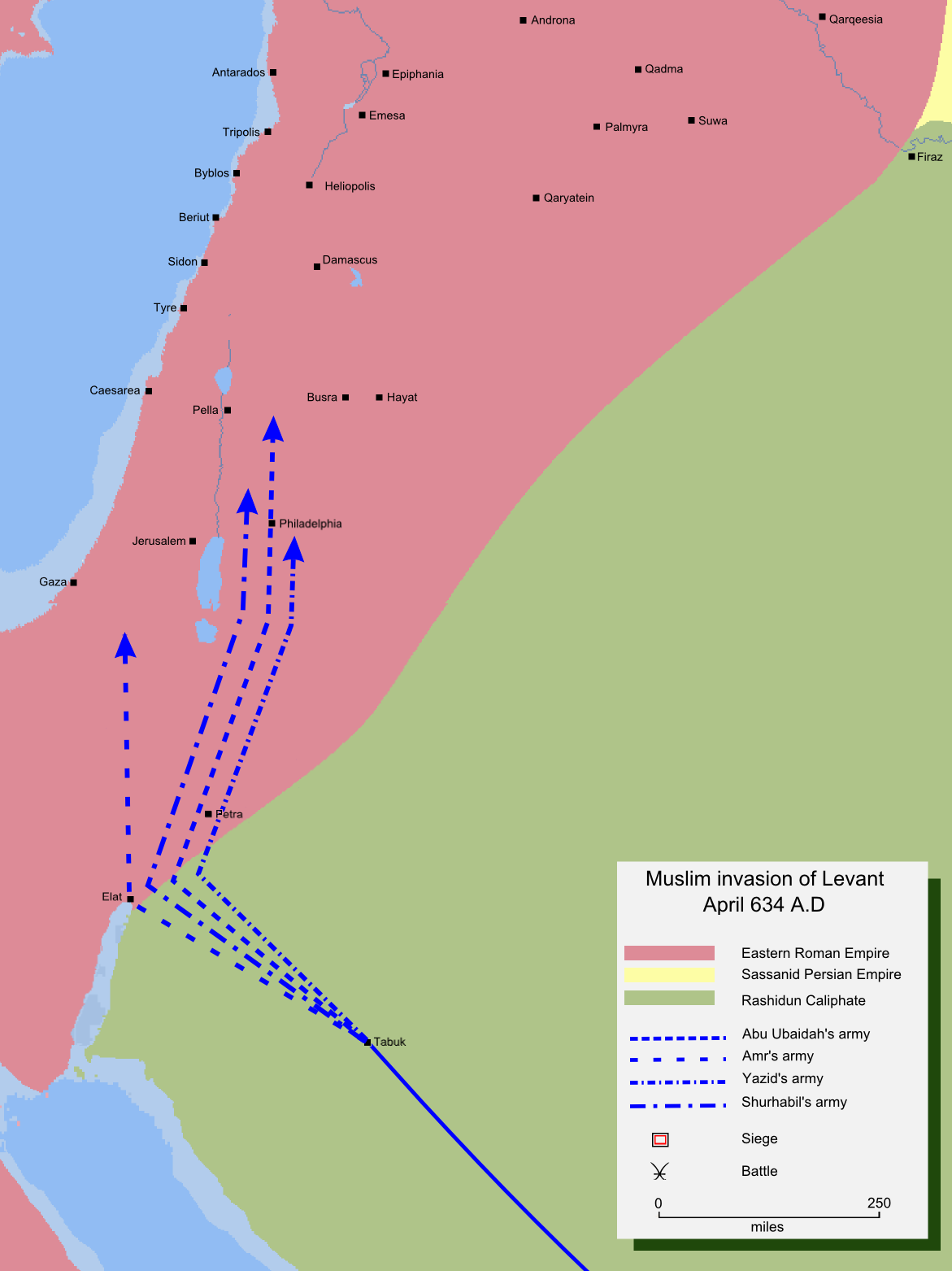
Die muslimische Eroberung der Levante.

Nach erfolgreichen Feldzügen gegen die Sassaniden und der fast abgeschlossenen Eroberung des Irak von diesen baute Chalid dort seine Machtbasis auf. Gleichzeitig mit den anhaltenden Kämpfen gegen die Perser flammte der Konflikt mit den arabischen Ghassaniden auf. Auf allen Teilen der Arabischen Halbinsel wurden daher unter den Stämmen – zunächst mit Ausnahme derer, die während der Ridda-Kriege gegen den Islam aufbegehrt hatten – neue Truppen rekrutiert.
Die daraus gebildete Armee teilte Abu Bakr in vier Teile auf, jeweils mit eigenem Befehlshaber und eigenen Aufgaben:
- Yazid ibn Abi Sufyan erhielt den Auftrag, über Tabuk nach Damaskus vorzustoßen.
- Scharhabil ibn Hassana sollte Yazid folgen und von Tabuk aus in Richtung Jordan marschieren.
- Abū ʿUbaida ibn al-Dscharrāhs Aufgabe war ein Vorstoß in Richtung Emesa.
- ʿAmr ibn al-ʿĀs sollte über Elat und durchs Tal von Arava nach Palästina vorrücken.

Da die exakte Position der oströmischen Armee nicht bekannt war, sollten die Truppen untereinander in Kontakt bleiben und sich bei Bedarf gegenseitig unterstützen. Für den Fall, dass alle Heeresteile sich für eine große Schlacht vereinigen müssten, war Abū ʿUbaida als Befehlshaber der gesamten Armee vorgesehen. In der ersten Aprilwoche 634 setzten sich die muslimischen Heere von Medina aus in Bewegung. Als erstes marschierte Yazids Heeresteil, gefolgt von Scharhabil, Abū ʿUbaida und Amr, jeweils mit einem Tag Abstand.

## Islamische Eroberung Syriens

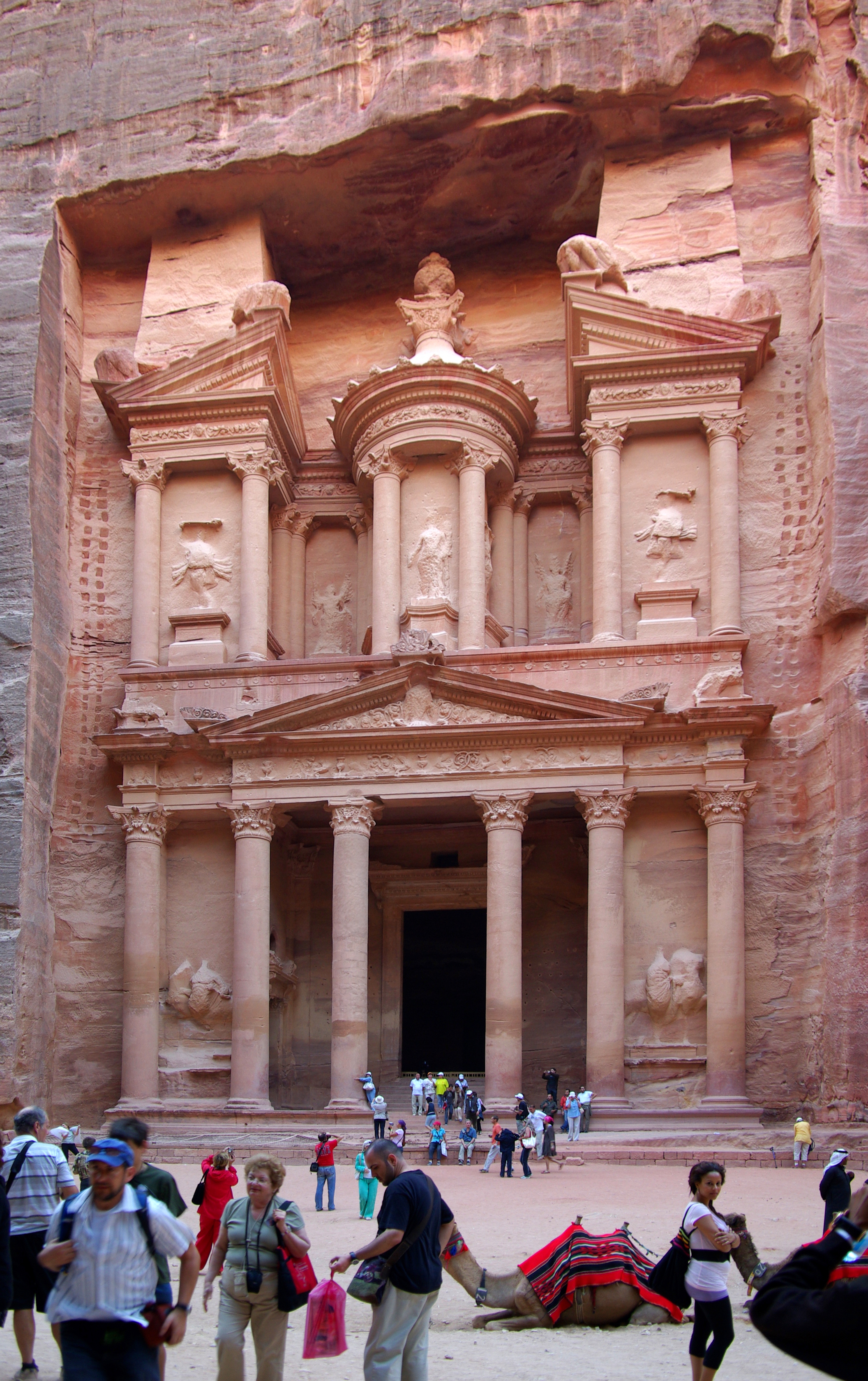
Ruinen des antiken Petra, eine der ersten Städte, die an die Muslime fiel.

Nachdem er hinter Tabuk seine vorgegebene Route eingeschlagen hatte, traf Yazids Armee auf ein kleines Heer christlicher Araber, das sich nach einem Scharmützel mit der muslimischen Vorhut zurückzog. Yazid marschierte nun durchs Tal von Arava bis zu dessen Ausläufern nahe dem Toten Meer. Etwa zur selben Zeit erreichte ʿAmr ibn al-ʿĀs Elat. Obwohl beide Truppenführer während ihres Vormarsches nach Palästina jeweils eine byzantinische Einheit schlagen konnten, erreichten sie nicht ihre vorgesehenen Ziele. Abū ʿUbaida und Scharhabil setzten ihrerseits ihren Marsch fort und gelangten im Mai 634 in das Gebiet zwischen Bosra und al-Dschābiya. Kaiser Herakleios erhielt nun von seinen arabischen Verbündeten Nachricht über den Marsch der Araber und begann mit der Planung von Gegenmaßnahmen. Der Kaiser befahl den Garnisonen der syrischen Städte, sich bei Adschnadain zu vereinigen. Von dort aus konnten sie Amrs Abteilung angreifen und gleichzeitig in den Rücken der übrigen muslimischen Heere gelangen, die sich in Jordanien und Syrien befanden. In der dritten Woche des Aprils 634 setzte seinerseits Abū ʿUbaida den Kalifen über die Bewegungen der Oströmer in Kenntnis. Da Abū ʿUbaida mit einer solchen militärischen Lage keine Erfahrung besaß, entsandte Abu Bakr Chalid ibn Walid nach Syrien und übergab ihm den Befehl über die muslimischen Truppen.

## Eroberungsfeldzüge unter Kalif Abu Bakr

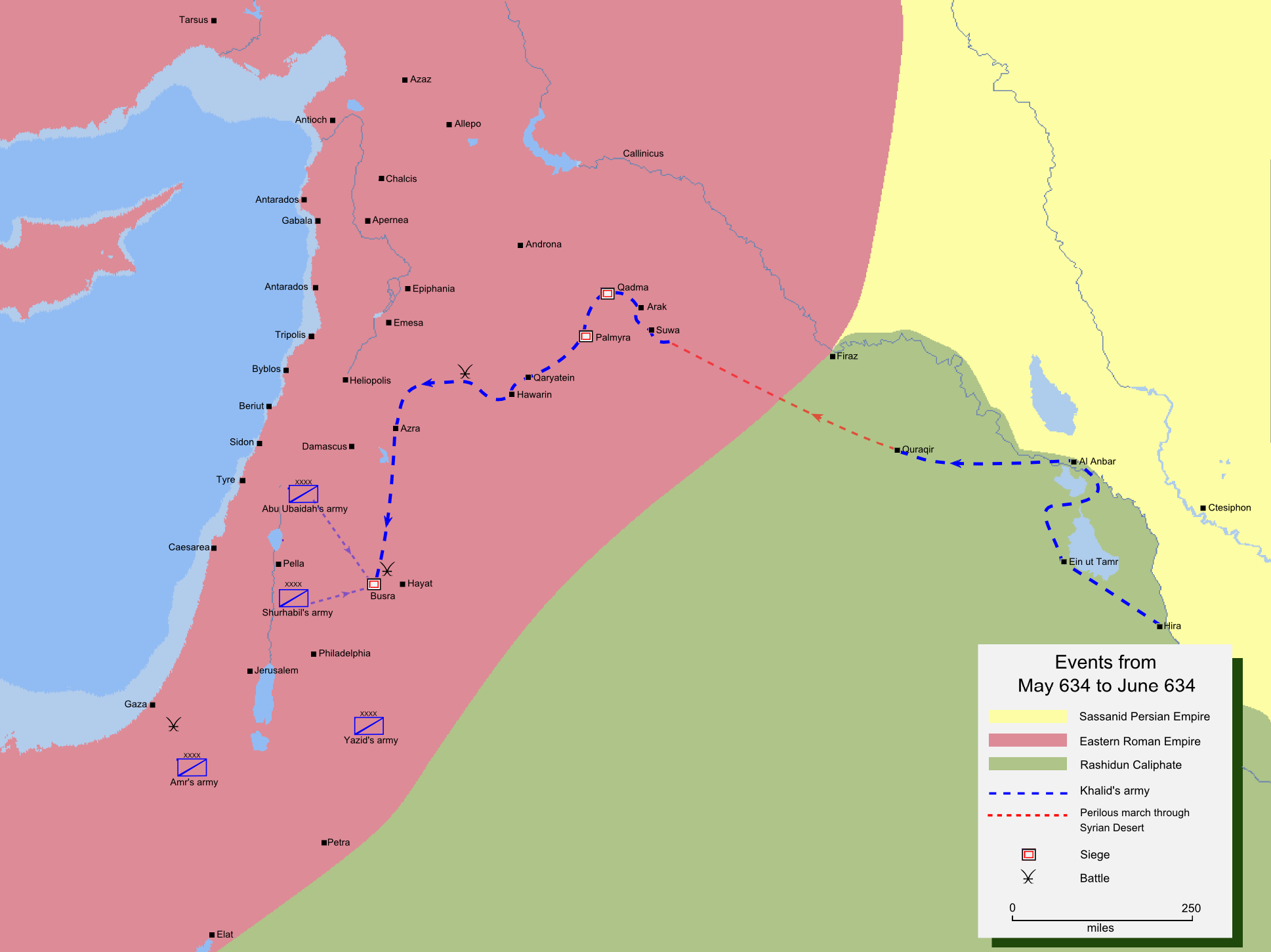
Detaillierte Karte zum Weg von Chalid ibn Walid bei seiner Invasion von Syrien.

Chalid marschierte mit seiner halben Streitmacht (etwa 8000 Mann) von al-Hira im Juni 634 nach Syrien los.
Es gab zwei klassische Routen für ein Heer vom Irak nach Syrien: eine führte über Daumat al-Dschandal, die andere durch Mesopotamien an ar-Raqqa vorbei. Da er sich in Zeitnot befand vermied Chalid die konventionelle Route über Daumat al-Dschandal, da sie die längste war und zwei Wochen in Anspruch nahm. Die Route durch Mesopotamien vermied er, da sich dort viele oströmische Garnisonen befanden, die zu belagern er keine Zeit hatte. Chalid wählte daher einen dritten Weg geradewegs durch die Syrische Wüste, die für eine Armee gefährlich werden konnte. Berichten zufolge marschierte seine Armee zwei Tage ohne einen Tropfen Wasser, bis sie eine Oase erreichte. So betrat Chalid Syrien und überraschte die Oströmer an ihrer rechten Flanke. Dieser unvorhersehbare Schachzug brachte die oströmischen Verteidiger aus dem Konzept.

### Eroberung des südlichen Syriens
Sawa, Arak sowie die alte Stadt Palmyra fielen als erste an Chalid. as-Suchna, al-Qaryatain und Hawarin wurden nach der Schlacht von al-Qaryatain und der Schlacht von Hawarin erobert. Nachdem er diese Städte unterworfen hatte bewegte sich Chalid in Richtung Damaskus, wobei er einen Gebirgspass namens Thaniyyat al-'Uqab (Uqab-Pass) passierte (benannt nach der Standarte des Chalid). Dann wandte er sich Bosra, der Hauptstadt des Ghassanidenreiches, eines Vasallen des Oströmischen Reiches, zu. Er befahl auch anderen arabischen Streitkräften in der Nähe sich nach Bosra zu begeben. Bei Mardsch ar-Rahit besiegte Chalid eine ghassanidische Armee in einer schnellen Schlacht (Schlacht von Mardsch ar-Rahit). Zur selben Zeit hatte Abū ʿUbaida ibn al-Dscharrāh, der die südlichen muslimischen Armeen führte, Scharhabil ibn Hasana den Angriff auf Bosra befohlen. Dieser hatte befehlsgemäß Bosra mit einer kleinen Abteilung von 4000 Mann angegriffen. Die oströmisch/ghassanidische Garnison der Stadt schätzte diese Gruppe als Vorhut einer größeren muslimischen Armee im Anmarsch ein und entschloss sich zum Angriff auf Scharhabils kleine Abteilung. Gerade als sie den Ausfall gegen Scharhabil ausführten und ihn von allen Seiten umzingelt hatten, erreichte Chalid mit seinen Truppen das Geschehen und trieb den Ausfall zurück. Die vereinten Heere von Chalid, Scharhabil und Abū ʿUbaida belagerten nun Bosra, das sich Mitte Juli 634 ergab. Damit gingen Königreich und Dynastie der Ghassaniden zu Ende.
Nun übernahm Chalid offiziell das Kommando über die muslimischen Heere von Abū ʿUbaida, wie der Kalif es befohlen hatte. Bei Adschnadain wurden unterdessen massive oströmische Kräfte zusammengezogen um die Araber in die Wüste zurückzutreiben. Chalid ließ nun die muslimischen Verbände nach Adschnadain vorrücken, wo es am 30. Juli 634 zur Schlacht kam. Frühe muslimische Quellen berichten von 90.000 oströmischen Soldaten. Heutige Historiker bezweifeln diese Zahl, sehen aber in der Schlacht das Ende der oströmischen Herrschaft über Syrien.
Die Niederlage der Oströmer in der Schlacht von Adschnadain hinterließ Syrien schutzlos. Chalid entschied sich, als erstes Damaskus zu erobern, die oströmische Hauptstadt Syriens. Dort befehligte Thomas die örtliche Garnison; dieser bat den Kaiser, der sich in Emesa befand, schriftlich um Verstärkungen. Außerdem entsandte Thomas zur Störung des feindlichen Vormarsches kleine Kontingente gegen die Araber. Eine dieser Abteilungen wurde in der Schlacht von Yaqusa im August 634 am See Genezareth etwa 120 km von Damaskus entfernt besiegt. Eine weitere kleine Armee wurde in der Schlacht von Mardsch as-Safar am 19. August 634 geschlagen. Unterdessen erreichten Verstärkungen die Stadt, nachdem der Kaiser von der Niederlage bei Adschnadain erfahren hatte. Damaskus wurde (vielleicht im September) 635 erobert; eine teils erwähnte Belagerung fand sehr wahrscheinlich nie statt. Herakleios zog sich schließlich nach Antiochia zurück. Es kam zu einem Friedensabkommen, wonach die Bürger der Stadt zu jährlichem Tribut verpflichtet und der Garnison drei Tage Vorsprung gegeben wurde, um den Muslimen zu entkommen. Nach dieser Frist holte Chalid die auf dem Rückzug befindlichen Truppen mit seiner Kavallerie ein und vernichtete sie in der Schlacht von Mardsch ad-Dibadsch. Nach Abu Bakrs Tod wurde Umar zum neuen Kalifen gewählt. Er entließ seinen Cousin Chalid ibn al-Walid aus seinem Kommando und machte Abū ʿUbaida ibn al-Dscharrāh zum neuen Oberbefehlshaber der syrischen Truppen.

## Eroberungen unter Kalif Umar

### Eroberung der mittleren Levante

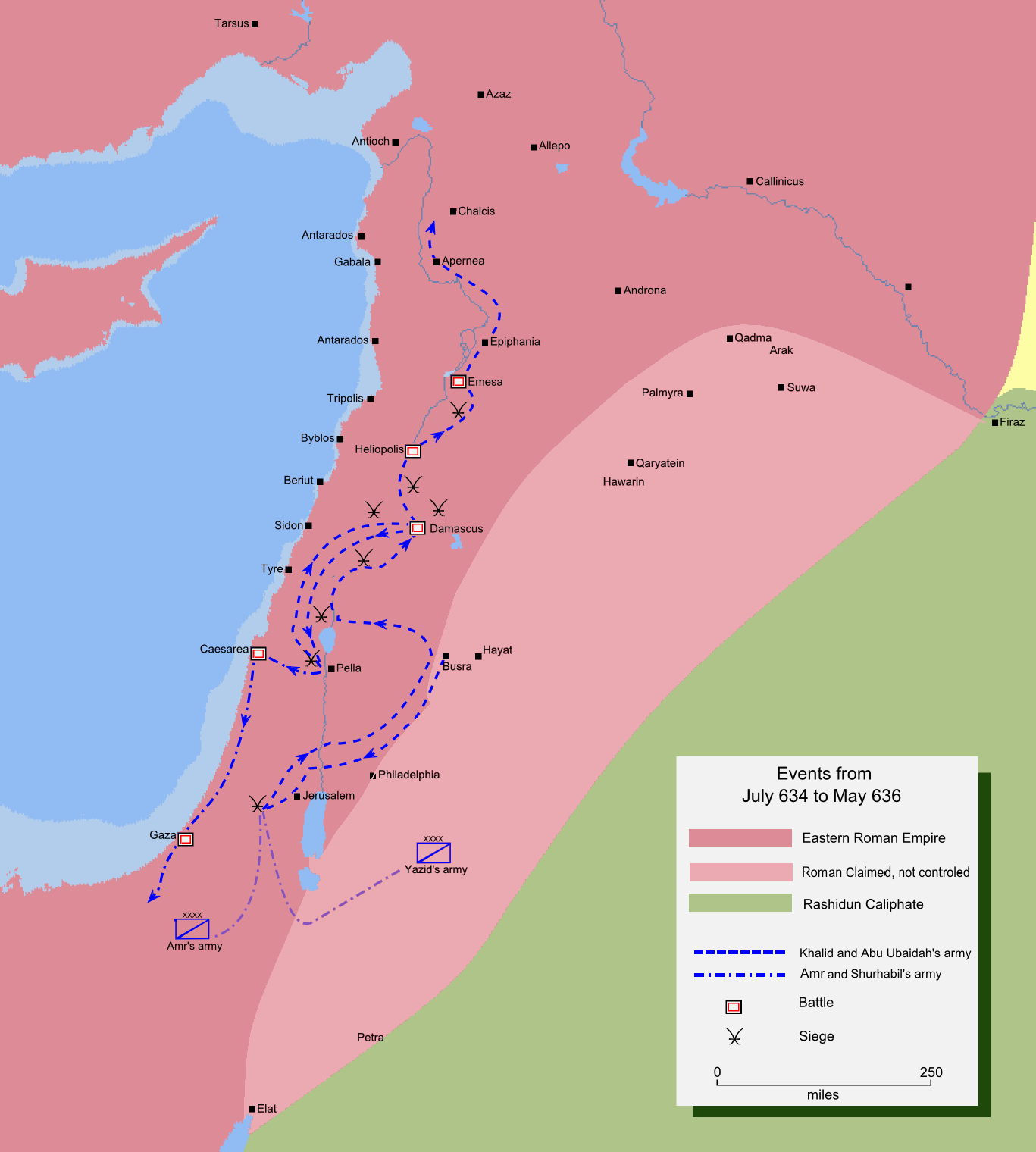
Der muslimische Vorstoß in Zentralsyrien

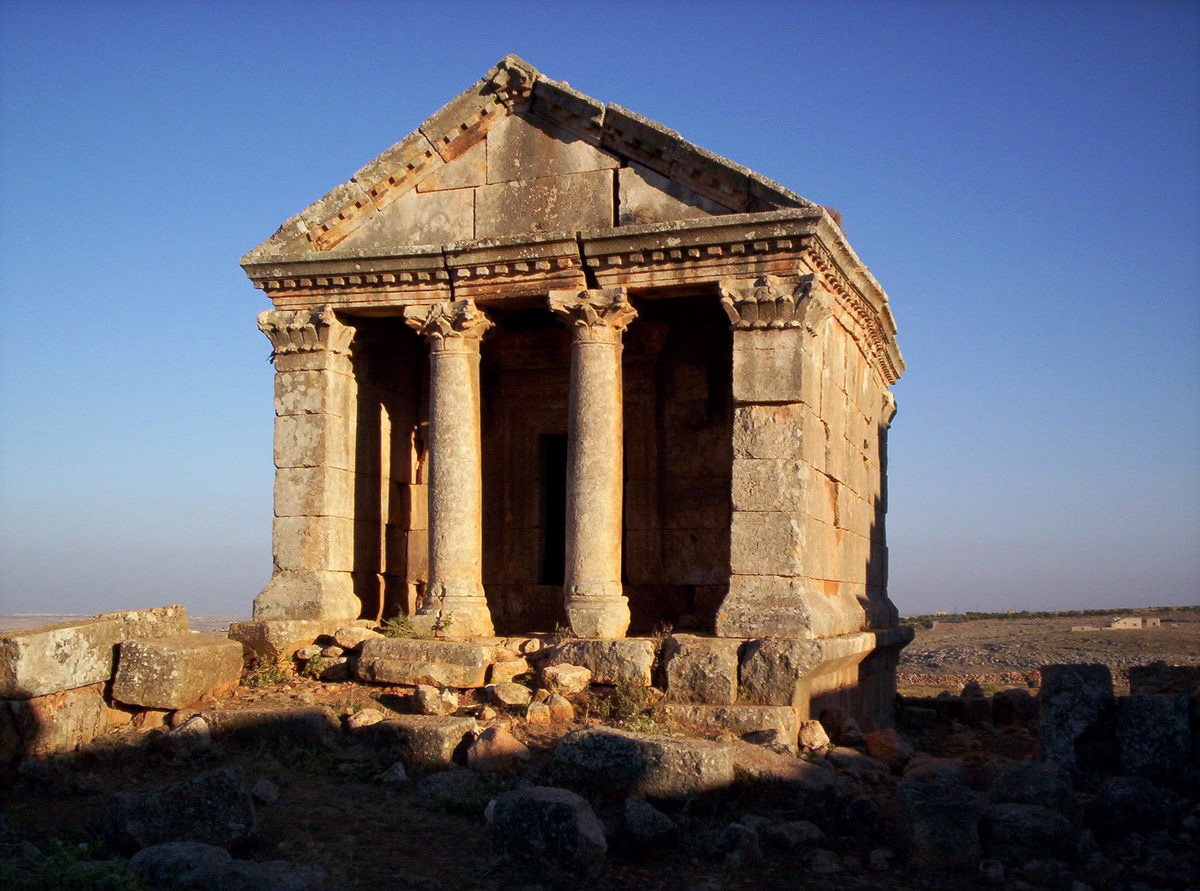
Griechischer Tempel in Idlib

Kurz nach der Ernennung Abū ʿUbaidas schickte dieser kleine Abteilungen zum jährlichen Markt in Abu l-Quds, dem heutigen Abla, östlich von Beirut. In der Nähe befand sich eine oströmische Garnison, deren Stärke von den arabischen Spähern falsch eingeschätzt worden war. Kurz bevor diese die muslimischen Truppen niedermachen konnte, wurden sie von Chalid gerettet, den Abū ʿUbaida nach Bekanntwerden der tatsächlich Stärke der Garnison ihnen hinterhergeschickt hatte. Die Garnison wurde in der Schlacht von Abu l-Quds am 15. Oktober 634 n. Chr. besiegt. Die Araber erbeuteten viele Wertgegenstände auf diesem Markt und machten einige hundert Gefangene. Durch den Verlust von Zentralsyrien war die einheitliche oströmische Linie entlang des Mittelmeers durchbrochen und die Kommunikation zwischen Nordsyrien und Palästina unmöglich gemacht. Abū ʿUbaida entschloss sich, nach Fahl zu marschieren, wo sich eine weitere oströmische Garnison sowie überlebende Truppen der Schlacht von Adschnadain aufhielten. Diese blockierten den Zugang nach Palästina und mussten geschlagen werden. Chalid erreichte den Ort zuerst und musste feststellen, dass er überflutet war, da die Oströmer den nahen Jordan aufgestaut hatten. Dennoch wurde die oströmische Armee in der Schlacht von Fahl am 23. Januar 635 n. Chr. besiegt.

### Eroberung von Palästina
Nach der Schlacht rückten Scharhabil und Amr tiefer nach Palästina vor. Bet Sche’an und Tiberias ergaben sich im Februar 635. Kalif Umar schrieb, nachdem er detaillierte Informationen über Position und Stärke der oströmischen Verteidiger erhalten hatte, Anweisungen an seine Truppen: Yazid sollte die Mittelmeerküste erobern. Die Abteilungen von Amr und Scharhabil trennten sich. Amr brach zur Eroberung von Nablus, Amawas, Gaza und Yubna (Tel Javneh nahe Javnehs) auf um die Eroberung Palästinas abzuschließen, während Scharhabil die Küstenstädte Akkon und Tyros belagerte. Yazid marschierte von Damaskus aus, um die Hafenstädte Sidon, Arqa, Dschubail und Beirut zu erobern. Im Jahr 635 n. Chr. waren Palästina, Jordanien und das südliche Syrien mit Ausnahme von Jerusalem und Caesarea in muslimischer Hand. Auf Befehl von Umar wandte sich Yazid als Nächstes nach Caesarea, die er aber im Vorfeld der Schlacht am Jarmuk aufgeben musste, um sie später wiederaufzunehmen, bis die Stadt 640 schließlich fiel.

### Schlachten um Emesa und zweite Schlacht von Damaskus
An der nördlichen Front marschierten Abū ʿUbaida und Chalid mit relativ starker Heeresmacht unterdessen ins nördliche Syrien ein. Während die südlichen Heere bei Fahl beschäftigt waren, sah Kaiser Herakleios eine Möglichkeit zur Rückeroberung von Damaskus und entsandte einen General, die kleine muslimische Garnison zu überwältigen. Nachdem sie aber die Schlacht von Fahl gewonnen hatten, befanden sich die südlichen Truppen nun auf dem Marsch nach Emesa. Die Oströmer trafen das muslimische Heer auf der Straße nach Emesa bei Mardsch ar-Rum. Im Schutze der Nacht schickte die Oströmer ihre halbe Streitmacht gegen Damaskus, um es einzunehmen. Durch einen Spion erfuhr Chalid von diesem Plan und ritt mit der Erlaubnis des Abū ʿUbaida den Oströmern hinterher. Während Abū ʿUbaida die zurückgebliebenen Oströmer in der Schlacht von Mardsch ar-Rum besiegte holten Chalid und seine Kavallerie die andere Heeresgruppe ein und vernichtete sie. Eine Woche später brach Abū ʿUbaida nach Heliopolis auf, wo ein großer Jupitertempel stand. Heliopolis ergab sich den Muslimen widerstandslos und akzeptierte Tributzahlungen. Abū ʿUbaida schickte Chalid nun geradewegs nach Emesa.
Emesa und Chalkis boten ihm einen Waffenstillstandsvertrag auf ein Jahr an. Abū ʿUbaida akzeptierte um seine Herrschaft über das bereits eroberte Gebiet zu festigen und Hama sowie Maarat an-Numan zu erobern. Tatsächlich waren die Friedensverträge auf Herakleios Befehl hin geschlossen worden, der Zeit für weitere Abwehrmaßnahmen in Nordsyrien benötigte. Nachdem er eine ausreichend starke Armee in Antiochia gesammelt hatte verteilte er diese auf strategisch wichtige Städte in Nordsyrien, z. B. Emesa und Chalkis. Das Eintreffen der Verstärkungen war eine Verletzung des Waffenstillstandsvertrags; Abu Ubadiah und Chalid marschierten umgehend nach Emesa zurück. Die Muslime belagerten Emesa, das sie im  März 636 n. Chr. nach zwei Monaten einnahmen.

## Schlacht am Jarmuk

Truppenbewegungen vor der Schlacht am Jarmuk

Nach der Eroberung von Emesa bewegten sich die muslimischen Armeen in nördlicher Richtung, um Nordsyrien zu erobern. Chalid plünderte mit seiner Kavallerie im Vorfeld bereits die Landstriche Nordsyriens. Bei Schaizar überraschte er eine Karawane, die Vorräte nach Chalcis brachte. Eine Befragung der Gefangenen brachte den ehrgeizigen Plan des Herakleios zur Rückeroberung Syriens ans Tageslicht. Die Gefangenen berichteten von einer zweihunderttausend Mann starken Armee im Anmarsch. Chalid kehrte sofort mit dieser Nachricht zum Hauptheer zurück.
Im Juni 636 setzte Herakleios Truppen in Bewegung, um Syrien für das Oströmische Reich zu halten. Chalid schlug Abū ʿUbaida im Kriegsrat aus Furcht vor einer Zersplitterung der muslimischen Truppen vor, den Oströmern eine große Feldschlacht anzubieten. Abū ʿUbaida hielt sich an diesen Rat und befahl allen muslimischen Garnisonen das eroberte Land wieder aufzugeben und sich stattdessen bei Dschabiya zu versammeln. Dies vereitelte Herakleios Plan, der sich nun der leichten arabischen Kavallerie im Feld ausgesetzt sah. Von Dschabiya zogen sich die muslimischen Truppen auf Abū ʿUbaidas Befehl auf die Ebene am Fluss Jarmuk zurück, wo Kavallerie effektiv bewegt werden konnte. Während sich die Armee am Jarmuk positionierte fing Chalid die oströmische Vorhut ab und schlug sie in die Flucht. Im Juli 636 war die muslimische Armee vollständig auf der Ebene versammelt. Etwa zwei Wochen später trafen die oströmischen Truppen ein. Der oströmische Befehlshaber Vahan schickte einige ghassanidische Araber voraus, um die Stärke der Muslime auszukundschaften. Chalids Kavallerie überraschte aber auch diese und besiegte sie. Über den ganzen nächsten Monat zogen sich die Verhandlungen zwischen den beiden Armeen hin. Chalid traf Vahan persönlich im oströmischen Lager. Die ganze Zeit über erhielten die Muslime Verstärkungen aus Arabien.
Abū ʿUbaida übergab für die Schlacht den Oberbefehl das Kommando an Chalid. Schließlich begann am 15. August die Schlacht am Jarmuk. Sie dauerte sechs Tage und endete in einer katastrophalen Niederlage für die Oströmer. Sie gilt als eine der entscheidenden der Geschichte, die das Schicksal des Mittelmeerraums und des Nahen Ostens ändern sollte. Nach der Niederlage standen die Orientprovinzen des Oströmischen Reiches den Arabern schutzlos offen.

### Der Fall Jerusalems
Nach der vollständigen Niederlage der Oströmer besetzten die Araber schnell die zuvor eroberten Gebiete erneut. Abū ʿUbaida und sein Kriegsrat entschlossen sich, als nächstes Jerusalem zu erobern. Die Belagerung von Jerusalem dauerte vier Monate, bis sich die Stadt dem Kalifen persönlich ergab. Nach dem Fall der Stadt spaltete sich das muslimische Heer abermals auf. Yazids Heeresteil gelangte über Damaskus nach Beirut und eroberte es. Amr und Scharhabils Teil vervollständigten die Eroberung Palästinas während Abū ʿUbaida und Chalid sich mit einer 17.000 Mann starken Armee aufmachten, um ganz Nordsyrien zu erobern.

### Eroberung Nordsyriens

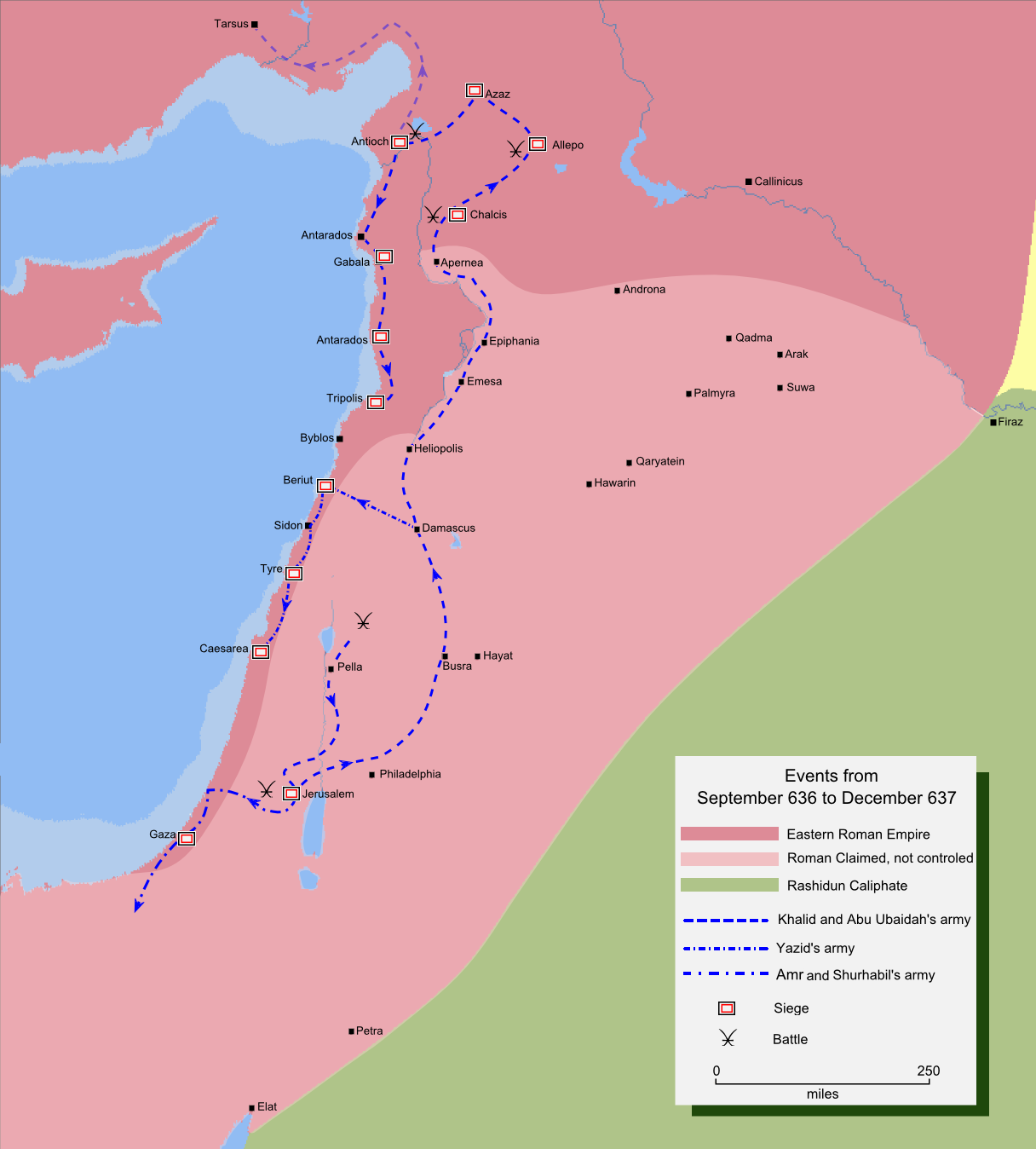
Muslimische Invasion in Nordsyrien

Da sie Emesa bereits erobert hatten bewegten sich Abū ʿUbaida und Chalid auf Chalkis zu, die strategisch gesehen für die Oströmer am wichtigsten war. Durch den Besitz von Chalkis konnten die Oströmer Anatolien, Armenien und die Metropole Antiochia sichern. Abū ʿUbaida schickte Chalid mit seiner Kavallerie vor. Die Festung der Stadt wurde von griechischen Truppen unter einem gewissen Menas bewacht. Dieser entschied sich von der üblichen römischen Strategie abzuweichen und die Vorhut der Araber in einer Feldschlacht anzugreifen. Die anschließende Schlacht ist als Schlacht von Hazir bekannt, in der sich Chalid sogar das Lob des Kalifen Umar erwarb. Abū ʿUbaida traf vor der eigentlich uneinnehmbaren Festung von Chalcis auf Chalid. Die Festung ergab sich im Juni 637. Nun lag das Gebiet nördlich von Chalcis den Muslimen zur Eroberung offen. Chalid und Abū ʿUbaida rückten weiter nach Norden vor und belagerten Aleppo, das trotz heftigen Widerstands der verzweifelten oströmischen Garnison 637 fiel. Das nächste Ziel ihrer Eroberung war die Metropole Antiochia, die Hauptstadt der asiatischen Besitzungen des Oströmischen Reiches. Bevor sie die Stadt belagerten entschieden sich die Araber sie von Anatolien abzuschneiden. Es wurden Abteilungen ausgesandt, die jeglichen oströmischen Widerstand nördlich der Stadt brechen sollte. Diese eroberten auch Azaz, eine Festungsstadt 30 km von Aleppo entfernt. Vor den Toren Antiochias wurde eine letzte Schlacht zwischen den Oströmern und den Arabern um den Besitz Syriens geschlagen, bekannt als Schlacht an der Eisernen Brücke. In der oströmischen Armee waren alle Soldaten versammelt, die die Schlacht am Jarmuk und die anderen Schlachten in Syrien überlebt hatten. Auch diese Armee wurde von den Muslimen besiegt, die daraufhin einen Belagerungsring um die Stadt legten. Da es wenig Hoffnung auf Entsatz durch den Kaiser hatte, ergab sich Antiochia am 30. Oktober 637 unter der Bedingung, dass allen oströmischen Truppen der freie Abzug nach Konstantinopel gewährt wurde. Abū ʿUbaida befahl Chalid den Weitermarsch nach Norden, er selbst eroberte Latakia, Jabla und Tartus und das Küstengebiet westlich des Anti-Libanon. Chalid seinerseits plünderte das Land im Norden bis hin zum Fluss Halys in Anatolien. Kaiser Herakleios hatte Antiochia rechtzeitig vor der Eroberung verlassen und war nach Edessa gereist. Er organisierte die Verteidigung in Mesopotamien und Armenien, dann zog er sich in die Hauptstadt Konstantinopel zurück. Auf seinem Rückweg entging er nur knapp einem Zusammentreffen mit Chalid, der nach der Eroberung von Marasch südwärts in Richtung Manbidsch marschierte. Herakleios begab sich hastig auf die Gebirgspfade hin zur Kilikischen Pforte und entkam.
Aufgrund der sukzessiven Niederlagen und den vorangegangenen schweren Kämpfen mit den Persern, die alle Ressourcen verbraucht hatten, war das Oströmische Reich nun zu keiner größeren Gegenwehr mehr fähig. Um Zeit zur Konsolidierung seines verbliebenen Reiches zu gewinnen, musste Kaiser Herakleios die Muslime in Syrien beschäftigt halten. Er fragte die christlichen Araber der Dschazira um Hilfe. Diese musterten ein größeres Heer und marschierten gegen Emesa, Abū ʿUbaidas Operationsbasis. Abū ʿUbaida zog seinerseits alle seine Truppen aus Nordsyrien zurück und konzentrierte sie bei Emesa, das nun von den christlichen Arabern belagert wurde. Chalid plädierte für eine offene Feldschlacht vor der Stadt, doch Abū ʿUbaida schickte zuerst einen Brief an Kalif Umar. Der Kalif befahl nun einigen arabischen Kontingenten, die im Irak kämpften, den Angriff auf Dschazira aus drei verschiedenen Richtungen. Eine weitere Abteilung unter Qa’qa ibn Amr, einem Veteranen der Schlacht am Jarmuk, wurde aus dem Irak nach Emesa gerufen. Umar selbst marschierte an der Spitze von tausend Mann von Medina los. Als die christlichen Araber von der Belagerung ihrer Hauptstadt Dschazira hörten brachen sie die Belagerung ab und zogen sich zurück. Als sie sich zum Abmarsch gewandt hatten, brach Chalid mit seiner Kavallerie hervor und fiel ihnen in den Rücken und zerstreute sie.
Im selben Jahr fielen die letzten Bastionen des Oströmischen Reiches im Nahen Osten an das Kalifat. Gleichzeitig schickte Sa'd ibn Abi Waqqas, der Befehlshaber der muslimischen Truppen im Irak, ein Heer unter Ayadh bin Ghanam zur Eroberung der Landstriche zwischen Euphrat und Tigris bis nach Urfa aus. Fast gesamt Obermesopotamien ergab sich diesem widerstandslos und willigte ein, die Dschizya-Steuer zu zahlen.

### Feldzüge in Armenien und Anatolien

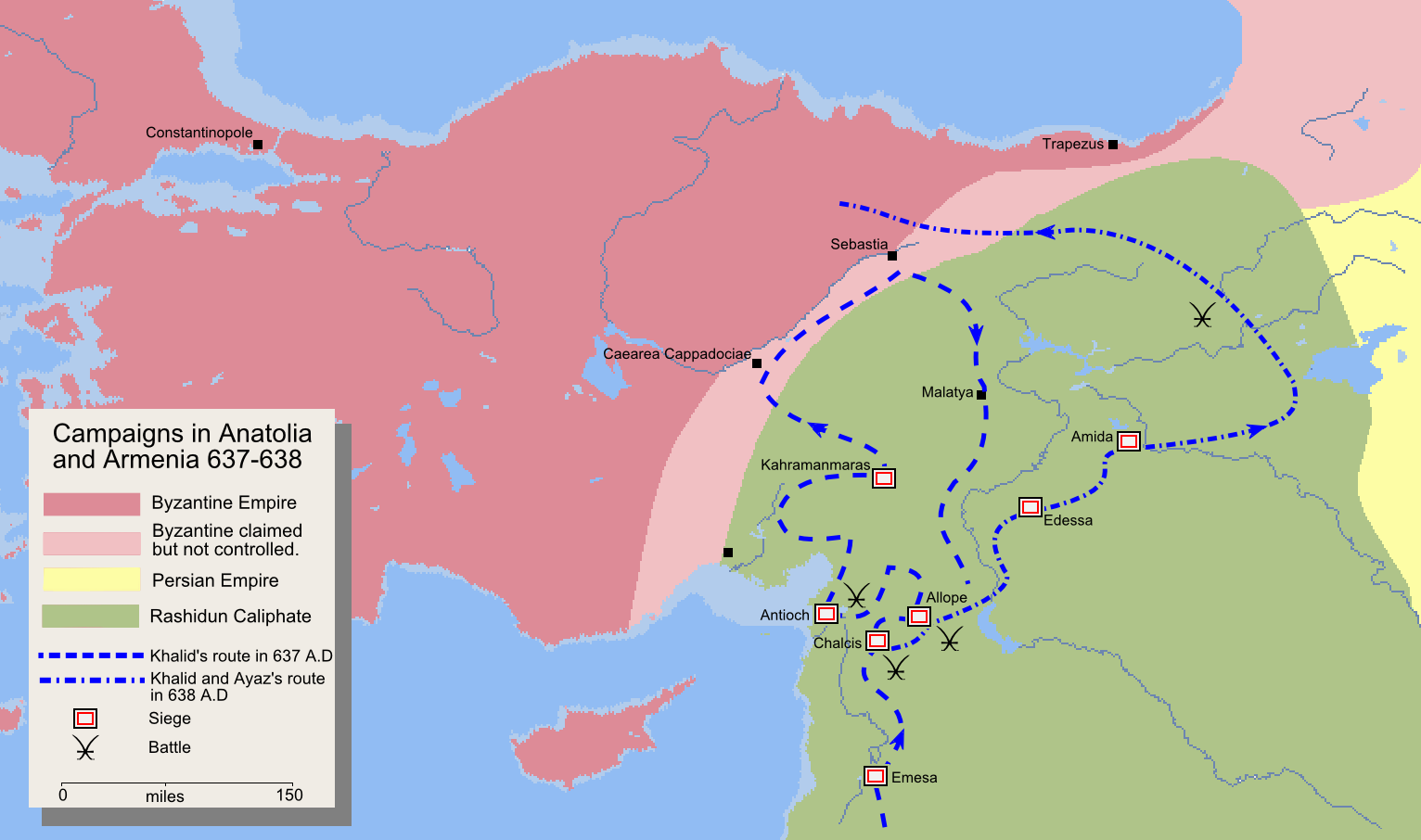
Invasionsroute von Chalid ibn Walid und Ayaz ibn Ghanam in Anatolien

Nachdem die Eroberung von Mesopotamien (Dschazira) 638 n. Chr. abgeschlossen war, schickte Abū ʿUbaida Chalid und Ayaz ibn Ghanam (den Eroberer von Dschazira) die oströmischen Provinzen weiter nördlich zu erobern. Sie marschierten getrennt; auf ihrem Weg eroberten sie Edessa, Amida, Melitene und ganz Armenien bis zur Ebene des Ararat. Sie verwüsteten auch Zentralanatolien. Herakleios hatte bereits im Vorfeld alle Festungen zwischen Antiochia und Tartus aufgeben lassen, um ein Niemandsland zwischen dem jetzt muslimisch kontrollierten Orient und Anatolien zu schaffen.
Kalif Umar hielt seine Truppen davon ab, noch tiefer nach Anatolien einzudringen und befahl stattdessen Abū ʿUbaida, jetzt Statthalter von Syrien, seine Kontrolle über das Land zu festigen.

## Unter der Herrschaft des Kalifen Uthman

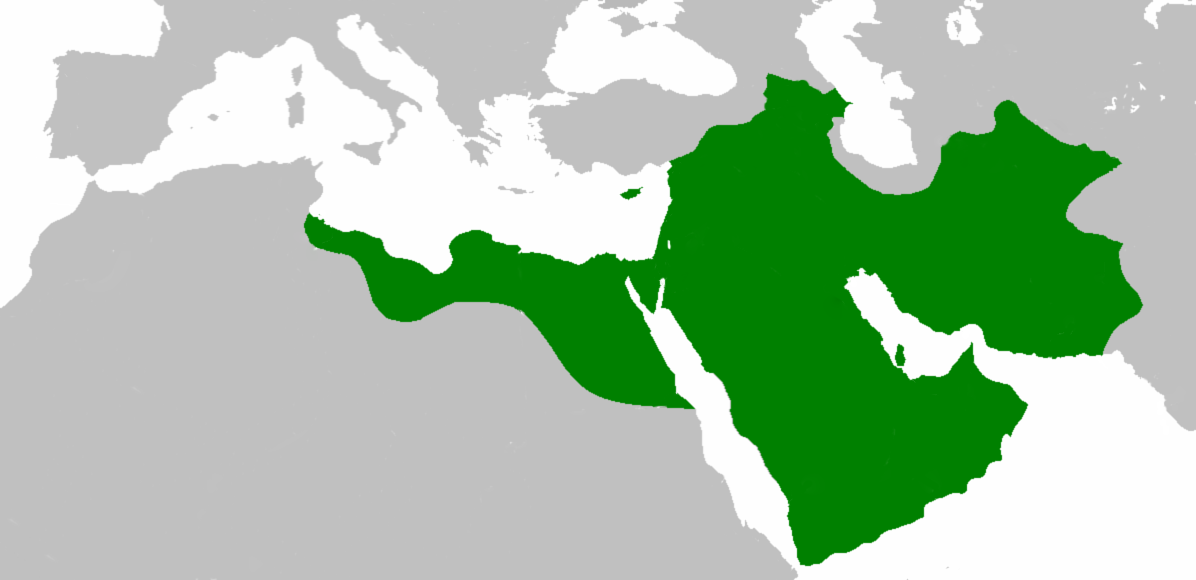
Das islamische Kalifat unter Kalif Uthman (654)

Während der Herrschaft des Kalifen Uthman versuchte Konstans II. die Levante zurückzuerobern. Ein Großangriff wurde geplant und eine nennenswerte Streitmacht unter dem Kommando des magister militum per Orientem Valentinus nach Syrien geschickt. Muʿāwiya I., der damalige Statthalter von Syrien, bat den Kalifen um Verstärkung und Uthman befahl dem Kommandanten von Kufa ein Kontingent zu entsenden, das zusammen mit dem Heer in Syrien die Byzantiner in Nordsyrien schlug.
Uthman erlaubte Muawiyah auch den Bau einer Flotte. Von ihren Häfen in Syrien aus eroberten die Muslime so erst 649 Zypern, dann (aber nur vorübergehend) Kreta und Rhodos. Die Flotten brachen danach zu jährlichen Raubzügen auf byzantinische Küstenstädte auf. 655 kam es zur Schlacht von Phoinix, in der die Byzantiner unterlagen. Uthman befahl die Ausrüstung einer Streitmacht, die die byzantinische Hauptstadt Konstantinopel erobern sollte. Der Plan wurde aber wegen interner Streitigkeiten im Kalifat erst nach der Ermordung Uthmans und mehrere Dekaden später unter der Herrschaft der Umayyaden-Dynastie ausgeführt, endete aber in einer Niederlage.

## Verwaltung durch das frühe Kalifat
Die neuen Herrscher unterteilten Syrien in vier Militärdistrikte (dschund): Damaskus, Homs, Jordanien und Filastin (Palästina). Die arabischen Garnisonen waren von der Provinzbevölkerung separiert, für die also anfangs die neue Herrschaft wenig sichtbar war. Die Muslime verhielten sich recht tolerant gegenüber gewissen Religionsgemeinschaften wie den Nestorianern, den Jakobiten und Juden (Anhänger der Buchreligionen), die vorher von den Oströmern/Byzantinern teilweise verfolgt worden waren. Da die Loyalität der neu eroberten Regionen für das Kalifat überlebenswichtig war, wurden die Steuern zunächst relativ niedrig gehalten. Die einzigen Steuern, die erhoben wurden, waren die Charadsch – eine Landwirtschaftssteuer – sowie die Dschizya, die von allen Nicht-Muslimen gezahlt wurde. Der Steuerdruck nahm erst später zu, wie es denn auch zu gewissen Repressalien kam. Der oströmisch/byzantinische Verwaltungsapparat wurde mangels einer eigenen effektiven Verwaltung zunächst beibehalten, Griechisch blieb bis Ende des 7. Jahrhunderts die Sprache der Verwaltung.

## Der Aufstieg der Umayyaden
Als ein Bürgerkrieg nach der Ermordung des Kalifen Uthman und der Ernennung Alis zum Kalifen ausbrach, stieg am Ende der Unruhen die Dynastie der Umayyaden zum neuen Herrschergeschlecht der islamischen Welt auf. Ihr Herzland war Syrien, Damaskus sollte für die nächsten 100 Jahre das Zentrum der islamischen Welt sein.

## Das arabische Schrifttum zur islamischen Eroberung der Levante
Die islamische Eroberung der Levante wurde zum Gegenstand einer Anzahl von arabischen Werken, die den Titel Futūḥ aš-Šām führten. Tatsächlich erhalten geblieben sind von diesen Werken nur zwei: eines, das auf al-Wāqidī (st. 822) zurückgeführt wird und in zahlreichen voneinander abweichenden Handschriften überliefert wird, und ein anderes, das von Abū Ismāʿīl Muhammad ibn ʿAbdallāh al-Azdī al-Basrī (frühes 9. Jh.) verfasst wurde. Das Werk von al-Azdī enthält auch den Bericht von einer Disputation zwischen dem Prophetengefährten Muʿādh ibn Dschabal und dem byzantinischen General Bāhān über die Trinität, Mohammed und den Koran. Der Bericht ist aber wahrscheinlich stilisiert: Er ähnelt dem, was über den Dialog überliefert wird, der 781 zwischen dem Katholikos Timotheus I. und dem abbasidischen Kalifen al-Mahdi stattgefunden haben soll.